# 부산광역시서부교육지원청
부산광역시서부교육지원청(釜山廣域市西部敎育支援廳, Busan Seobu Office of Education)은 부산광역시 서구, 사하구, 영도구, 중구를 관할하는 부산광역시교육청 산하의 교육지원청이다.
교육장은 장학관으로 보한다.

## 산하기관

### 서구
초등학교
| - 구덕초등학교 - 남부민초등학교 - 대신초등학교 | - 동신초등학교 - 부민초등학교 - 부산알로이시오초등학교 | - 송도초등학교 - 아미초등학교 - 천마초등학교 | - 토성초등학교 - 화랑초등학교 |

중학교
| - 경남중학교 - 대신여자중학교 | - 부산대신중학교 - 부산여자중학교 | - 부산중앙여자중학교 - 송도중학교 | - 초장중학교 |

### 사하구
초등학교
| - 감천초등학교 - 괴정초등학교 - 구평초등학교 - 낙동초등학교 - 다대초등학교 | - 다선초등학교 - 다송초등학교 - 당리초등학교 - 몰운대초등학교 - 보림초등학교 - 사남초등학교 | - 사동초등학교 - 사하초등학교 - 서천초등학교 - 승학초등학교 - 신남초등학교 - 신촌초등학교 | - 신평초등학교 - 옥천초등학교 - 을숙도초등학교 - 응봉초등학교 - 장림초등학교 | - 중현초등학교 - 하남초등학교 - 하단초등학교 - 효림초등학교 |

중학교
| - 감천중학교 - 건국중학교 - 다대중학교 - 다선중학교 | - 다송중학교 - 당리중학교 - 대동중학교 - 동주여자중학교 | - 두송중학교 - 사하중학교 - 삼성중학교 - 영남중학교 | - 장림여자중학교 - 장평중학교 - 하남중학교 - 하단중학교 |

### 영도구
초등학교
| - 남항초등학교 - 대교초등학교 - 대평초등학교 - 동삼초등학교 | - 봉삼초등학교 - 봉학초등학교 - 상리초등학교 - 신선초등학교 | - 영도초등학교 - 절영초등학교 - 중리초등학교 | - 청동초등학교 - 청학초등학교 - 태종대초등학교 |

중학교
| - 남도여자중학교 - 부산남중학교 | - 부산영선중학교 - 부산체육중학교 | - 신선중학교 - 영도제일중학교 | - 태종대중학교 - 해동중학교 |

### 중구
초등학교
| - 광일초등학교 - 남성초등학교 | - 보수초등학교 - 봉래초등학교 | - 부산삼육초등학교 |

중학교
| - 덕원중학교 |

## 같이 보기
- 대한민국 교육부